# 洪達灣

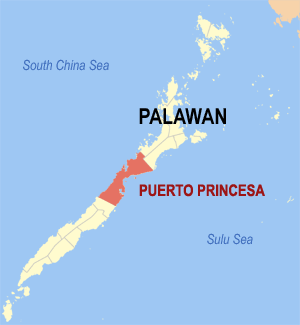
普林塞薩港於巴拉望島之位置

洪達灣（英語：Honda Bay）是一座位於菲律賓巴拉望島東岸的灣澳。該灣澳與當地最大城市普林塞薩港距離甚近。該灣澳之產業具有商業捕魚與業餘捕魚兩種。自用小型漁船可以於當地一日租賃或雇用觀光小艇進行約45分鐘的近海觀光，洪達灣也是一個相當適合浮潛的環境，海星是當地水域中最常見的海底生物，也因此洪達灣亦被稱作「海星之灣」。前往該地可乘坐飛機至普林塞薩港之公主港國際機場再驅車至此。
自1953年至1976年，洪達灣興建了一座可以輸出該地生產的水銀礦產的碼頭。因為水銀礦脈的濫採以及開發工程的環境維護不佳，導致洪達灣周圍的居民血中含有超過標準的汞金屬。